# Mohamed Saidi (football, 1981)
Pour les articles homonymes, voir Mohamed Saidi.
Mohamed Saidi (en arabe : محمد سعيدي) est un footballeur algérien né le 3 novembre 1981 à Guelma. Il évoluait au poste de milieu défensif.

## Biographie
Il évolue en première division algérienne avec les clubs, du CA Batna, du CRB Aïn Fakroun, de l'ES Sétif et du MSP Batna. Il dispute 84 matchs en inscrivant deux buts en Ligue 1.